# 山梨県道805号身延本栖線
山梨県道805号身延本栖線（やまなしけんどう805ごう みのぶもとすせん）は、山梨県南巨摩郡身延町から同県南都留郡富士河口湖町本栖に至る一般県道（山梨県道）である。単独区間は起点から身延町下山の国道52号交点までであり、そこから国道52号、国道300号と重複して、終点の国道139号交点に至る。通称「杉山（すぎやま）」。
1954年（昭和29年）4月1日、主要地方道10号身延本栖線として認定されたが、1969年（昭和44年）12月4日の一般国道300号制定に伴い大部分が国道300号との重複区間となったことから、1972年（昭和47年）4月17日に一般県道へ降格され一般県道805号身延本栖線となった。

## 概要

### 路線データ
- 起点：山梨県南巨摩郡身延町身延
- 終点：山梨県南都留郡富士河口湖町本栖（本栖交差点＝国道139号交点）

## 地理

### 通過する自治体
- 山梨県
  - 南巨摩郡身延町 - 南都留郡富士河口湖町

### 交差する道路
- 山梨県道804号身延線
- 国道52号

### 沿線
- 身延山久遠寺
- 身延山大学
- 身延山高等学校